# عجيل النشمي
الدكتورعجيل النشمي رئيس رابطة علماء الشريعة بدول مجلس التعاون الخليجي ، والعميد السابق لكلية الشريعة والدراسات الإسلامية في دولة الكويت.

## عن حياته
الشيخ الدكتور عجيل جاسم سعود النشمي الأسعدي العتيبي مواليد الكويت عام 1946 ، درس وتخرج في المعهد الديني ، وواصل تعليمه حتى حصل على شهادة الدكتوارة في مجال الفقه وأصول الفقه من جامعة الأزهر. قام بالتدريس في كلية الشريعة والدراسات الإسلامية - جامعة الكويت، وتقلد منصب عميد الكلية ولا يزال يزاول مهنة التدريس حتى اليوم.

## مؤلفاته
له العديد من المؤلفات في مجال الفقه وأصوله.

## إسهاماته
له إسهمات عديدة في مجال الصناعة المصرفية الإسلامية، وعضو في الهيئة الشرعية لبيت التمويل الكويتي - بنك بوبيان - شركة دار الاستثمار ، والعديد من الشركات والمصارف الإسلامية داخل الكويت وخارجها.

## وصلات خارجية
- عجيل النشمي على موقع أرشيف الشارخ.
- موقع الدكتور عجيل النشمي
- عميد كلية الشريعة بجامعة الكويت سابقا: عجيل النشمي: دم العراقيين دمنا والتاريخ لن يرحم المتخاذلين، المعرفة، الجزيرة نت، يناير 2003م